# Guillaume Lemmens
Joseph Hubert Guillaume Lemmens (Schimmert, 26 juli 1884 – Roermond, 22 juli 1960) was een rooms-katholiek bisschop en aartsbisschop. Hij was de vijfde bisschop van het bisdom Roermond (1932-1957) na het herstel van de bisschoppelijke hiërarchie.

## Biografische schets

### Jeugd en opleiding
Guillaume Lemmens stamde uit een grote, welgestelde familie uit Neerbeek/Schimmert, waaruit vele geestelijken en enkele bisschoppen zijn voortgekomen, zoals ook Joannes Nicolaas Lemmens. Hij was de zoon van Joseph Willem Hubert Lemmens, rijksveearts en directeur van het Gemeentelijk Slachthuis te Maastricht, en Maria Elisabeth Heusch. Hij volgde een gymnasiumopleiding aan de bekende school met internaat te Rolduc, waar hij in 1904 eindexamen deed. Daarna studeerde hij filosofie en theologie in Rolduc en Roermond.
Lemmens werd op 26 augustus 1909 tot priester gewijd. Hij studeerde vervolgens verder in Leuven (1909-11) en Rome (1911-14), respectievelijk theologie en kerkelijk en Romeins recht. Van 1914 tot 1918 was hij kapelaan van de Sint-Matthiaskerk in Maastricht. In deze volkrijke parochie met voornamelijk fabrieksarbeiders spande hij zich juist in voor de minderbedeelden. Lemmens was daarin een pionier.
In 1918 werd hij benoemd tot hoogleraar moraaltheologie aan het grootseminarie van Roermond. Deze functie zou hij 14 jaar lang met veel toewijding uitoefenen, waarbij hij poogde zijn studenten menselijkheid, mildheid en psychologisch inzicht bij te brengen. Volgens zijn inzichten moesten zijn studenten geen kamergeleerden worden, maar goede zielzorgers.

### Naar een bisschoppelijke loopbaan

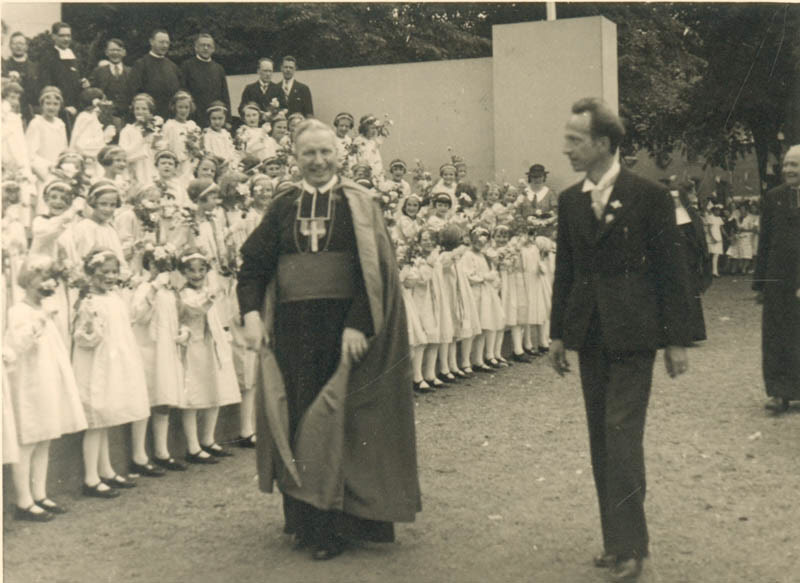
Kinderbloemenhulde op het Vrijthof in Maastricht tijdens de Heiligdomsvaart van 1937

In februari 1932 werd hij benoemd tot coadjutor van de bisschop van Roermond, Mgr. Laurentius Schrijnen. Op 19 maart van datzelfde jaar werd hij tot bisschop gewijd. Een week later overleed Schrijnen en werd Lemmens bisschop van Roermond. Hij stond een lijn voor van devotie, eucharistie ("Geen dag zonder H. Mis voor wie het mogelijk is") en verering van Maria ("Limburg aan Christus door Maria").

### Tweede Wereldoorlog

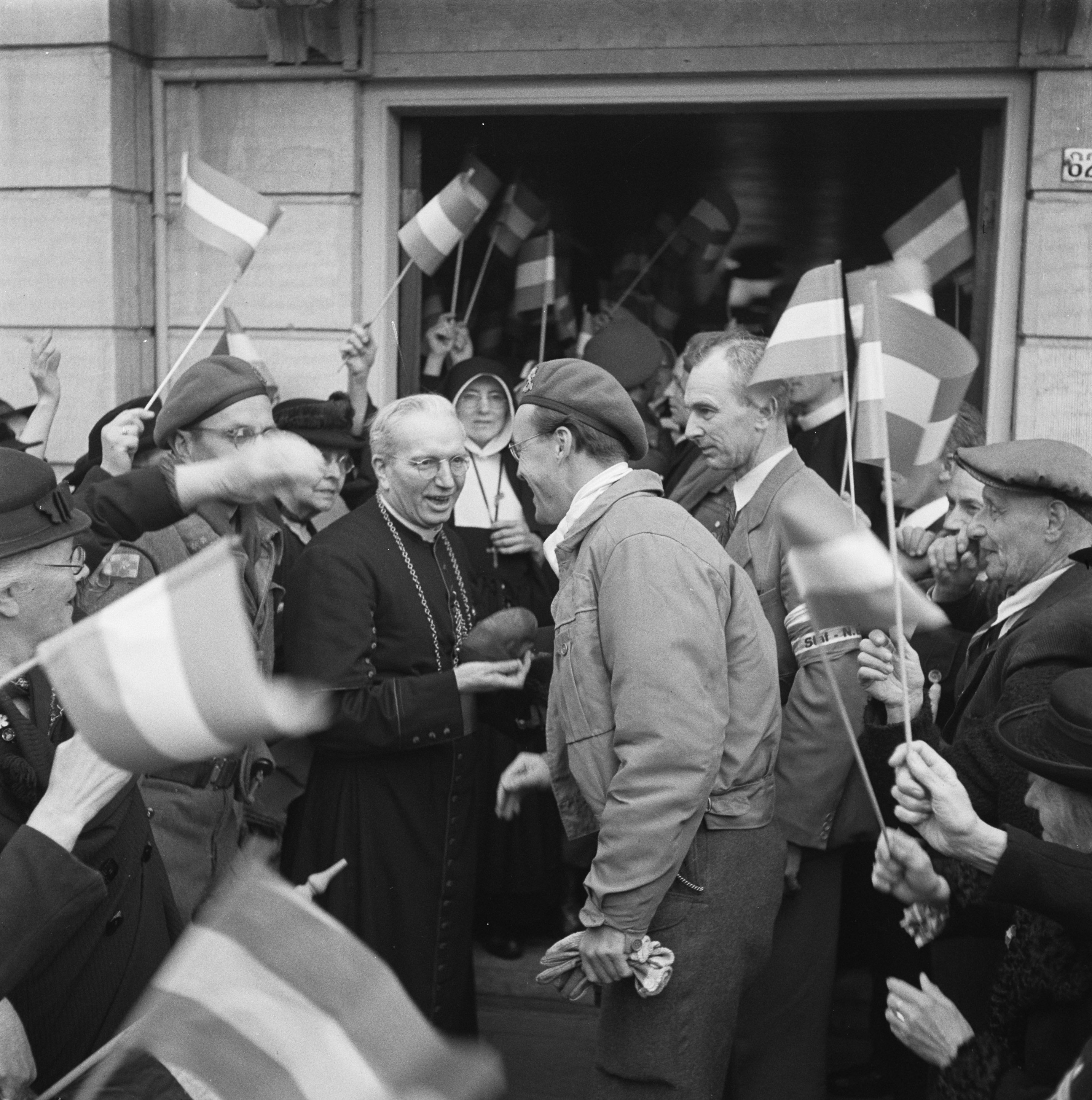
Lemmens ontmoet prins Bernhard in Leeuwarden, na de evacuatie van Roermond in april 1945

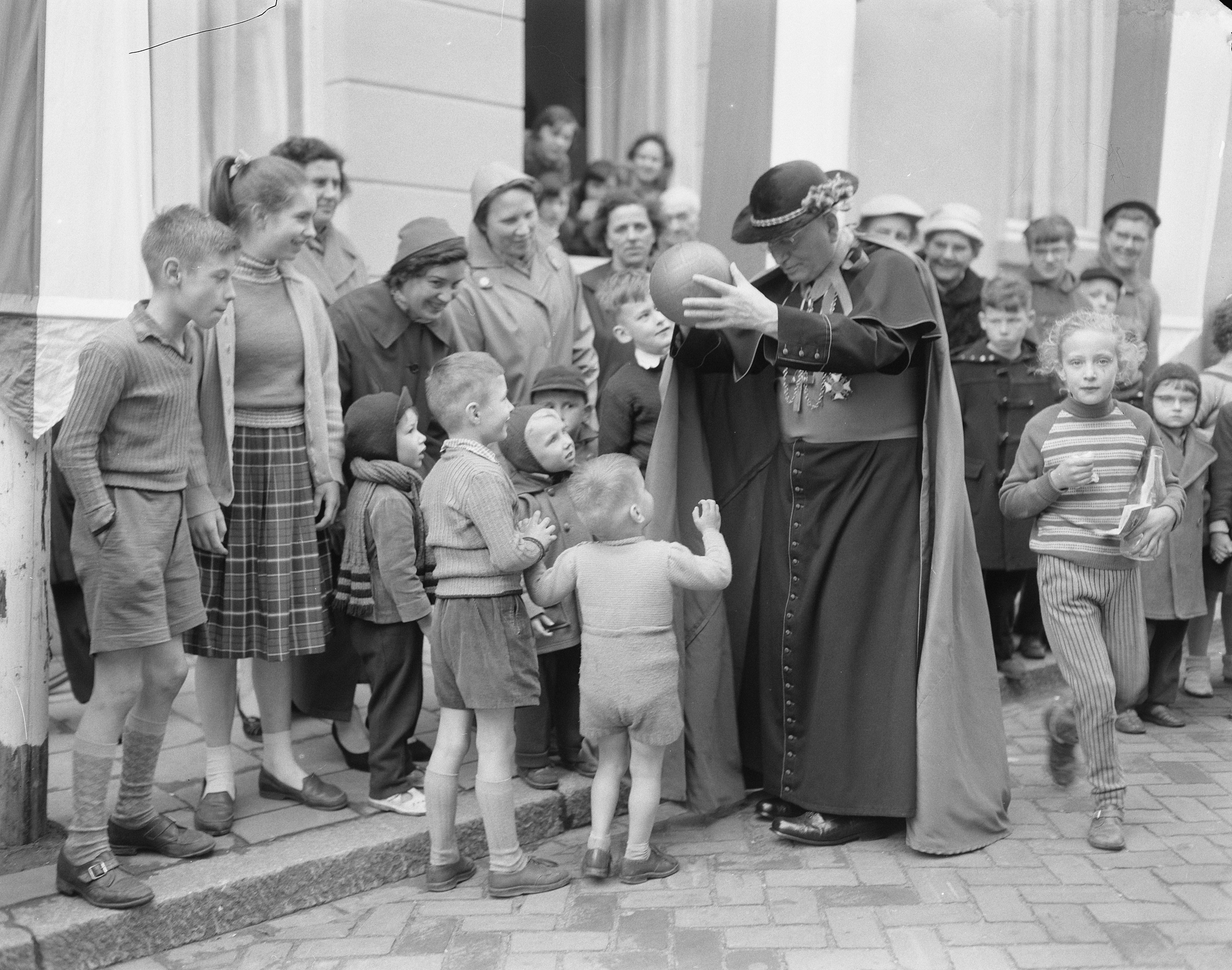
"Vadertje Lemmens" bij zijn zilveren ambtsjubileum in Roermond, 1957

Mgr. Lemmens was een verklaard tegenstander van het nationaalsocialisme en van iedere vorm van samenwerking met de Duitse bezetter. Samen met aartsbisschop Johannes de Jong en de bisschop van Haarlem, Johannes Huibers, stelde hij verschillende herderlijke brieven op waarin beleid en maatregelen van de Duitsers werden veroordeeld en waarin de gelovigen werden opgeroepen aan dergelijke maatregelen geen medewerking te verlenen.
Met deze principiële houding stimuleerde hij vele lagere geestelijken in zijn bisdom ook actief verzet te plegen en mensen die onder de bezetting te lijden hadden te helpen. Het contact met degenen die advies en steun nodig hadden bij hun verzetsactiviteiten liet hij over aan zijn secretaris Jan Leonard Moonen. Deze liet er geen twijfel over bestaan dat hulp aan Joden, onderduikers en vervolgden een gebod was van het geweten.
Limburgse geestelijken als Jac Naus, Ludo Bleys en Petrus Gerardus van Enckevort pakten dit voortvarend op en startten in 1943 'verzorgingsgroepen', eerst in Venlo en Roermond, en korte tijd later stonden zij aan de wieg van een provinciale bundeling, de Limburgse Onderduikorganisatie die ging samenwerken met de Landelijke Organisatie voor Hulp aan Onderduikers. Lemmens werd door de Duitsers ongemoeid gelaten; Moonen werd wel opgepakt en stierf in gevangenschap in Bergen-Belsen.

### Naoorlogse periode
Na 1945 hervatte Lemmens de lijn die hij voor de oorlog had gevolgd. In 1947 organiseerde Lemmens in Maastricht een Mariacongres. Bekend zijn de pelgrimstochten die hij in de jaren 1950-55 leidde, waarbij het beeld van de Sterre der Zee (of een kopie ervan) alle parochies in het bisdom Roermond langs ging. Aan de kerk in het Maria-bedevaartsoord Kevelaer, vlak over de Duitse grens, schonk hij een glas-in-loodraam.
In bisschoppelijke brieven zette hij zijn positie tegen seksueel misbruik uiteen en sprak priesters op hun verantwoordelijkheid aan. Een priester, die in 1941 werd veroordeeld voor misbruik van drie kinderen, zich in 1946 opnieuw aan een meisje in Doenrade vergreep en in 1952 wederom in aanraking met justitie kwam, werd desalniettemin door Lemmens slechts herplaatst.
Op 1 december 1957 trad hij om gezondheidsredenen af. Hij bleef nog enkele maanden actief als diocesaan administrator waarna hij werd opgevolgd door Antonius Hanssen. Bij zijn emeritaat kreeg hij het titulaire aartsbisdom Samosata toegewezen, waardoor hij als aartsbisschop de geschiedenis zou ingaan. Voorts was hij assistent-bisschop bij de pauselijke Troon ofwel bisschop-troonassistent van Zijne Heiligheid, erekanunnik van de kathedraal van het bisdom Tarbes en Lourdes en Commandeur in de Orde van de Nederlandse Leeuw. Na zijn overlijden in 1960 werd hij bijgezet in de Bisschopskapel in Roermond.

## Bisschoppelijk wapen
Het bisschoppelijk wapen dat Lemmens voerde is als volgt beschreven - in blauw twee verlaagde, golvende dwarsbalken, boven vergezeld van een ster, alles zilver. Het schild gedekt met een kruis, vergezeld links van een schuinlinkse bisschopsstaf en rechts door een mijter, en over alles heen een groene bisschopshoed met tweemaal zes kwasten (1-2-3). Zijn bisschoppelijk devies, afgebeeld in het wapen, was: Stella Duce ("gidsster").

## Nalatenschap
In 1958 werd een gevelreliëf van hardsteen geplaatst in de naar Lemmens genoemde Sint-Guliëlmuskerk in de wijk Wittevrouwenveld in Maastricht, voorstellend het Limburgse volk dat bisschop Guillaume Lemmens een kerk aanbiedt; de Goede Herder te midden van Zijn kudde; bisschop Lemmens die de kerk aanbiedt aan de heilige Guliëlmus. Het reliëf is vervaardigd door de kunstenaar Dries Engelen. De kerk is in 2015 gesloten.
In zijn geboorteplaats Schimmert staat een buste van "Vader Bisschop" tegenover de kerk.